# Sauerbaach
Sauerbaach är ett vattendrag i Luxemburg.   Det ligger i distriktet Grevenmacher, i den östra delen av landet, 23 kilometer nordost om huvudstaden Luxemburg.
Omgivningarna runt Sauerbaach är en mosaik av jordbruksmark och naturlig växtlighet. Runt Sauerbaach är det ganska tätbefolkat, med 129 invånare per kvadratkilometer.